# 早月橋
早月橋（はやつきばし）は、富山県滑川市三ケと魚津市三ケの早月川河口付近に架かる主要地方道富山魚津線および、富山立山魚津線の橋である。
橋の左岸のすぐに三ケ交差点があり、富山魚津線および富山立山魚津線が分岐している。また、右岸の近くには魚津総合公園（魚津水族館、ミラージュランド）が存在する。

## 概要
- 左岸：富山県滑川市三ケ[1]
- 右岸：富山県魚津市三ケ[1]
- 橋長：328.5 m[2]
- 幅員：16.5 - 19.5 m（うち車道9.5 m）[1]
- 事業費：約31億円（周辺の整備事業を含む）[1]
- 橋梁には免震橋梁を導入[3]

## 沿革
江戸時代は北陸街道の道筋として、冬期に流路部分に幅3尺の丸太橋を架けており、3文の橋銭を徴収していた。丸太が流失した際は竿越をしていた。
明治維新後の1883年（明治16年）には川目ごとに狭隘の板橋を架設し、橋銭（人3厘、牛馬6厘、荷車1銭2厘）を徴収していた。洪水でいつも通行止めになるため本格的な架橋を願う声が高まり、1889年（明治22年）1月に、最初の木橋が架設された。同時に早月橋と命名した。1904年（明治37年）12月には、長さ248間（約451m）、幅3間（約5.5m）の木橋に架け替えた。その後、1928年（昭和3年）に当時の白根竹介富山県知事が提出し富山県会で議決された第一期橋梁改良事業案（通称『100万円計画』）および早月川の可道改修計画に伴い、1936年（昭和11年）8月より自動車交通に対応した橋への架け替え工事を開始し、急流と岩石に伴う難工事を乗り越え、1939年（昭和14年）7月に長さ327.4m、幅7.5mの永久橋（鉄混桁橋）に架け替えられた（工費25万4,400円）。これ以降国道11号（当時）の橋として機能し、後に国道8号、1962年以降は県道（魚津氷見線→富山魚津線）の橋となった。
この橋も戦後の交通量増加で老朽化したため、1998年（平成10年）度より架け替え工事および周辺道路の整備に着手、2003年（平成15年）8月28日に歩道を備えた現在の橋の竣工式が行われ、同日14:00より供用開始された。なお、旧橋の欄干の一部および銘板は、四代目早月橋の両岸近くの歩道に保存されている。
2014年度（平成26年度）には、『富山湾岸サイクリングロード』の一部として河口側の歩道に自転車誘導ラインが設置された。